# Les Bébés de l'Espace
Les Bébés de l'Espace (Space Babies) est le premier épisode de la nouvelle Saison 1 de la série télévisée britannique Doctor Who diffusé le 11 mai 2024 sur BBC One et Disney+.
Cet épisode marque le début d'une nouvelle saison. Le dernier lancement de saison était la Doctor Who: Flux pour Halloween 2021 avec l'épisode L'Apocalypse d'Halloween.

## Distribution
- Ncuti Gatwa (VFB : Maxime Van Santfoort) : Quinzième Docteur
- Millie Gibson (VFB : Marie Braam) : Ruby Sunday
- Michelle Greenidge (VFB : Bernadette Mouzon) : Carla Sunday
- Angela Wynter (VFB : Francine Laffineuse) : Cherry Sunday
- Golda Rosheuvel (VFB : Valérie Lemaître) : Jocelyn Sancerre
- Mason McCumskey  : Eric
- Sienna-Robyn Mavanga-Phipps  : Poppy
- Jesus Reyes Ortiz (VFB : Olivier Prémel) : Rico Trieste
- Yasmine Bouabid  : Lucia Colasanto
- Susan Twist (VFB : Rosalia Cuevas) : Officier de communications Gina Scalzi
- Robert Strange : Croque-mitaine

## Accroche
Ruby apprend les incroyables secrets du Docteur lorsqu'il l'emmène dans un futur lointain. Là, ils trouvent une ferme pour bébés dirigée par des bébés. Mais pourront-ils être sauvés du terrifiant Bogeyman ?

## Résumé
Le Docteur et Ruby Sunday, après un passage à l'ère des dinosaures, se rendent sur un vaisseau spatial où ils rencontrent une créature monstrueuse. Ils trouvent un ascenseur et atteignent le niveau supérieur, pour découvrir que le navire est une ferme pour bébés, dirigée par des bébés qui parlent. Les bébés vivent dans la peur de la créature d'en bas, qu'ils ont surnommée le Croque-mitaine, et leur seul soignant est censé être une IA nommée NAN-E.
Le Docteur retrace la programmation de NAN-E jusqu'à une salle de stockage mais découvre qu'il s'agit en fait d'une femme nommée Jocelyn. Jocelyn est le dernier membre de l'équipage d'origine du navire. Elle est restée quand le reste de l’équipage a été contraint de quitter le navire en abandonnant les bébés malgré leurs protestations. Le Docteur localise une planète de réfugiés à proximité et jure d'y envoyer Jocelyn et les bébés de l'espace. L'un des bébés, Eric, trouve le courage d'affronter le croque-mitaine, mais le docteur Ruby et le reste des bébés viennent à son secours.
Le Docteur trouve l'apparence du Croque-mitaine mystérieuse car il a envie de s'enfuir. Après avoir trouvé la programmation du navire, il découvre que le navire a créé le Croque-mitaine dans le cadre de sa tentative malavisée de divertir les enfants. Non seulement cela, mais le Croque-mitaine est constitué de véritables « mucus nasal » car il a pris l'instruction au sérieux. Jocelyn demande au Docteur et à Ruby de conduire le Croque-mitaine jusqu'au sas pour qu'elle puisse l'éjecter dans l'espace, mais Ruby souligne que la créature est apparue au même moment où les bébés sont nés, c'est donc en fait l'un d'entre eux.
Ruby arrête Jocelyn pendant que le Docteur sauve le Croque-mitaine, que les bébés reconditionnent pour qu'il se comporte comme un animal de compagnie. En retravaillant le vaisseau, le Docteur parvient à le remettre en service afin qu'il puisse voler vers la planète des réfugiés. Le Docteur donne à Ruby les clés du TARDIS et l'invite à voyager avec lui à condition qu'ils ne lui rendent pas visite la nuit où sa mère l'a laissée à l'église de Ruby Road.
Alors qu'ils reviennent vers Carla et Cherry, le Docteur effectue une analyse ADN sur Ruby sans méfiance, alors qu'il commence soudainement à neiger à l'intérieur du TARDIS.

## Continuité
- L'épisode commence là où se termine l'épisode de Noël L'église de Ruby Road (2023) où Ruby rejoint le Docteur dans le TARDIS.
- Le Docteur contrôle le TARDIS en claquant des doigts comme dans le double épisode Bibliothèque des ombres, première et deuxième partie dans la Saison 4 (2007-2008), Le Prisonnier zéro dans le premier épisode de la Saison 5 (2010) ou encore dans L'Âme du TARDIS dans la Saison 6 (2010-2011) et dans Montée en enfer, le final de la Saison 9 (2014-2015).
- Le Docteur explique qu'il a été adopté comme révélé dans l'épisode Les Enfants intemporels dans la Saison 12 (2020).
- Le Docteur mentionne le nom de La Rani, ennemie du Docteur durant l'ère du Sixième et Septième Docteur dans les épisodes The Mark of the Rani dans la Saison 22 (1985), Time and the Rani dans la Saison 24 (1987) et Dimensions in Time, spécial 30e anniversaire de la série (1993).
- Le Docteur dit à Ruby qu'une fois il a atterri en 1963 et que le TARDIS a pris la forme d'une cabine de police dans l'arc An Unearthly Child dans la Saison 1 (1963-1964). Il ajoute que le circuit caméléon permettant au TARDIS de se camoufler est cassé comme mentionné dans l'arc The Daleks également dans la Saison 1 (1963-1964). Bien que le Docteur ait essayé de le réparer à plusieurs reprises, comme dans Logopolis dans la Saison 18 (1980-1981) ainsi que dans Attack of the Cybermen dans la Saison 22 (1985).
- Ruby remarque que le TARDIS possède un juke-box, il apparaît dans l'épisode Le Fabricant de Jouets (2023) quand le Quinzième Docteur dédouble le TARDIS du Quatorzième Docteur.
- Le Docteur parle de Gallifrey qui est détruite et où son peuple a subi un génocide comme vu dans l'épisode La Chute des espions, deuxième partie dans la Saison 12 (2020).
- Avant de voir les dinosaures, Ruby a peur de marcher sur un papillon et de changer l'histoire, inquiétude déjà mentionnée par Martha Jones dans l'épisode Peines d'amour gagnées dans la Saison 3 (2006-2007) et par Bill Potts dans l'épisode La Foire des glaces dans la Saison 10 (2016-2017).
- Le Docteur et Ruby sont étonnés de voir toutes ces coïncidences avec les bébés et eux et aussi le fait que les deux cherchent leurs parents respectifs comme dans l'épisode spécial Noël L'église de Ruby Road (2023).
- Sur l'interface du vaisseau, le terme « mavité » est réutilisé, perpétuant le gag initié dans l'épisode Aux Confins de l'Univers (2023).
- Le Docteur modifie le téléphone de Ruby pour qu'elle appelle sa mère, comme avec Rose Tyler dans l'épisode La Fin du monde dans la Saison 1 (2005) et Martha Jones dans l'épisode Brûle avec moi dans la Saison 3 (2006-2007).
- Au téléphone, Carla mentionne que Ruby vient tout juste de sortir en trombe de l'appartement comme vu dans l'épisode spécial Noël L'église de Ruby Road (2023).
- Lors d'une discussion entre le Docteur et Ruby, le souvenir sur l'abandon de Ruby dans l'épisode spécial Noël L'église de Ruby Road (2023) revient à la surface.
- Le Docteur dit qu'il a déjà été jusqu'à la fin des temps, comme vu dans l'épisode Utopia dans la Saison 3 (2006-2007), Jamais Seul dans la Saison 8 (2014) et Montée en enfer dans la Saison 9 (2014-2015).
- Le Docteur explique qu'il a déjà fait face à des créatures faites de sécrétions humaines comme dans l'épisode Dans les bras de Morphée dans la Saison 9 (2014-2015).
- Le Docteur explique à Ruby qu'il ne pourra jamais emmener Ruby voir sa mère sur Ruby Road le soir de son abandon, sachant que le Neuvième Docteur avait déjà émis ce refus avec Rose Tyler concernant la mort de son père dans l'épisode Fêtes des pères dans la Saison 1 (2005) avant de céder.
- Le Docteur atterrit dans la cuisine de Carla et détruit une partie du plafond, ce qui fait penser au Treizième Docteur qui atterrit dans le salon de Graham O'Brien et détruit sa chaise dans le spécial Nouvel An Résolution (2019).
- Avant de sortir du TARDIS, le Docteur demande à Ruby de dire à sa mère de ne pas le gifler, chose qui était assez récurrente avec les mères des anciens compagnons du Docteur comme avec Jackie Tyler dans l'épisode L'Humanité en péril dans la Saison 1 (2005), Francine Jones dans l'épisode L'Expérience Lazarus dans la Saison 3 (2006-2007) ou encore Sylvia Noble dans l'épisode La Créature stellaire (2023).
- À la fin de l'épisode, le Docteur lance un scan ADN de Ruby comme il avait fait avec Amy Pond dans l'épisode L'Impossible Astronaute, deuxième partie dans la Saison 6 (2010-2011) après qu'elle annonce au Onzième Docteur qu'elle est enceinte.